# Wärnsta herrgård
Wärnsta (även Värsta och Wärsta samt, från 1860, Wärnsta eller Värnsta), är ett gods i Viby socken i Hallsbergs kommun, Närke och Örebro län.

## Historik
Wärsta var ursprungligen en by vilken 1624 ombildades av Melker Falkenberg till ett gods. Enligt en karta upprättad 1843 omfattade det 108 tunnland åker, 197 tunnland äng, 98,5 tunnland utmark och 6,5 tunnland vägar, impediment och liknande. År 1948 omfattade godset 250 ha, varav 125 ha åker och 40 ha skog.

## Huvudbyggnad

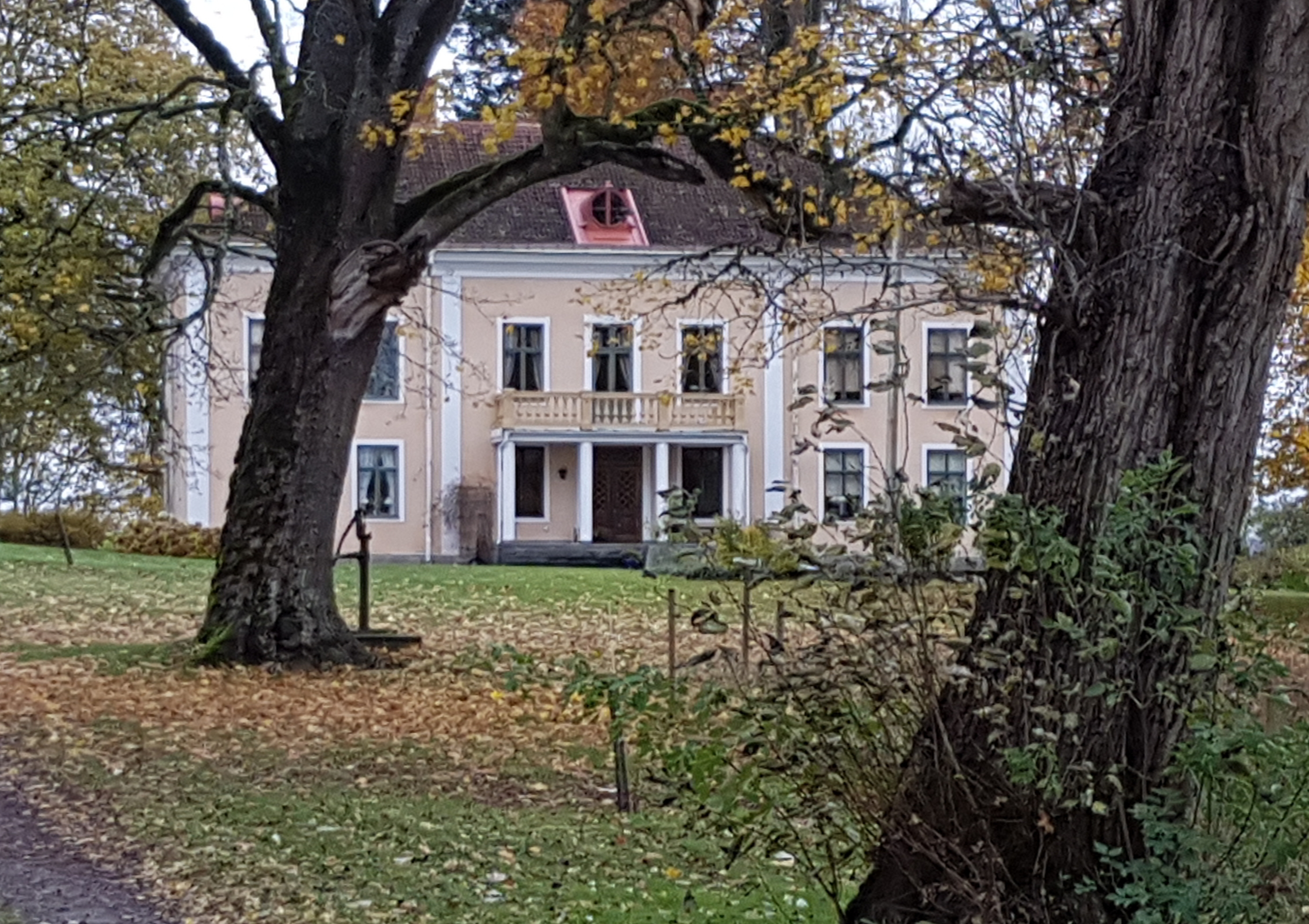
Värnsta herrgård

En tidigare huvudbyggnad från 1791 är riven. Den nuvarande huvudbyggnaden uppfördes 1897–1898 av James Henry Dickson (son till läkaren och riksdagsmannen Charles Dickson) efter ritningar av arkitekt Hans Hedlund i Göteborg. Den är byggd i reveterat trä i två våningar, och innehåller 20 rum. Det finns två flyglar. Den ena uppfördes med den tidigare huvudbyggnaden från 1791, den andra uppfördes 1919.

## Ägarlängd
Wärsta köptes 1736 av generalmajor Gustaf Leijonhufvud (född 3 augusti 1701, död 18 mars 1794). På 1800-talet ägdes Wärsta av bland andra en kapten Staaf (fram till 1849), Johan Jacob Hagströmer (från 1849 till 1854), Severin Wigert (från 1854 till 1860), en major Meurling (från 1860 till 1868) och från 1868 till 1901 av medlemmar av familjen Dickson. Från 1901 ägdes Wärsta av Kristian Thesen (född 9 april 1876, död 14 mars 1931) som var ingift i familjen Dickson.
Köpeskillingen 1849 var 60 000 riksdaler och 1854 var den 90 000 riksdaler, i båda fallen innefattande inventarier. Vid försäljningen 1860 var köpeskillingen 125 000 riksdaler (med inventarier), medan försäljningen 1868 inbringade 100 000 riksdaler.
Kammarkollegiet gav 1860 tillstånd att använda det alternativa namnet Wärnsta (sedermera Värnsta).